# Mayra Andrade
Mayra Andrade (* 13. února 1985 Kuba) je kapverdská zpěvačka. Navazuje na tvorbu Cesárie Évory a v její tvorbě se prolíná tradiční styl morna s vlivy západní pop music. Zpívá nejčastěji v kapverdské kreolštině.
Narodila se na Kubě, její otec byl kapverdský diplomat a rodina cestovala po světě. Od sedmnácti let žila v Paříži, v roce 2015 se usadila v Lisabonu.
V roce 2001 vyhrála spolu se skladatelem Orlandem Panterou hudební soutěž na Frankofonních hrách v Ottawě. V roce 2008 se stala objevem roku na BBC Radio 3 Awards for World Music. Vystupovala s Charlesem Aznavourem, Youssou N'Dourem, Benjaminem Biolayem a skupinou Trio Mocotó, hrála ve filmu Das Rauschen des Meeres. Na albu Manga experimentuje s použitím jazzu a elektronické hudby.
Spolupracuje s dobročinnou organizací Red Hot Organization.

## Diskografie
- Navega (2006)
- Stória, stória... (2009)
- Studio 105 (2010)
- Lovely Difficult (2013)
- Manga (2019)